# Technische Universität Hamburg

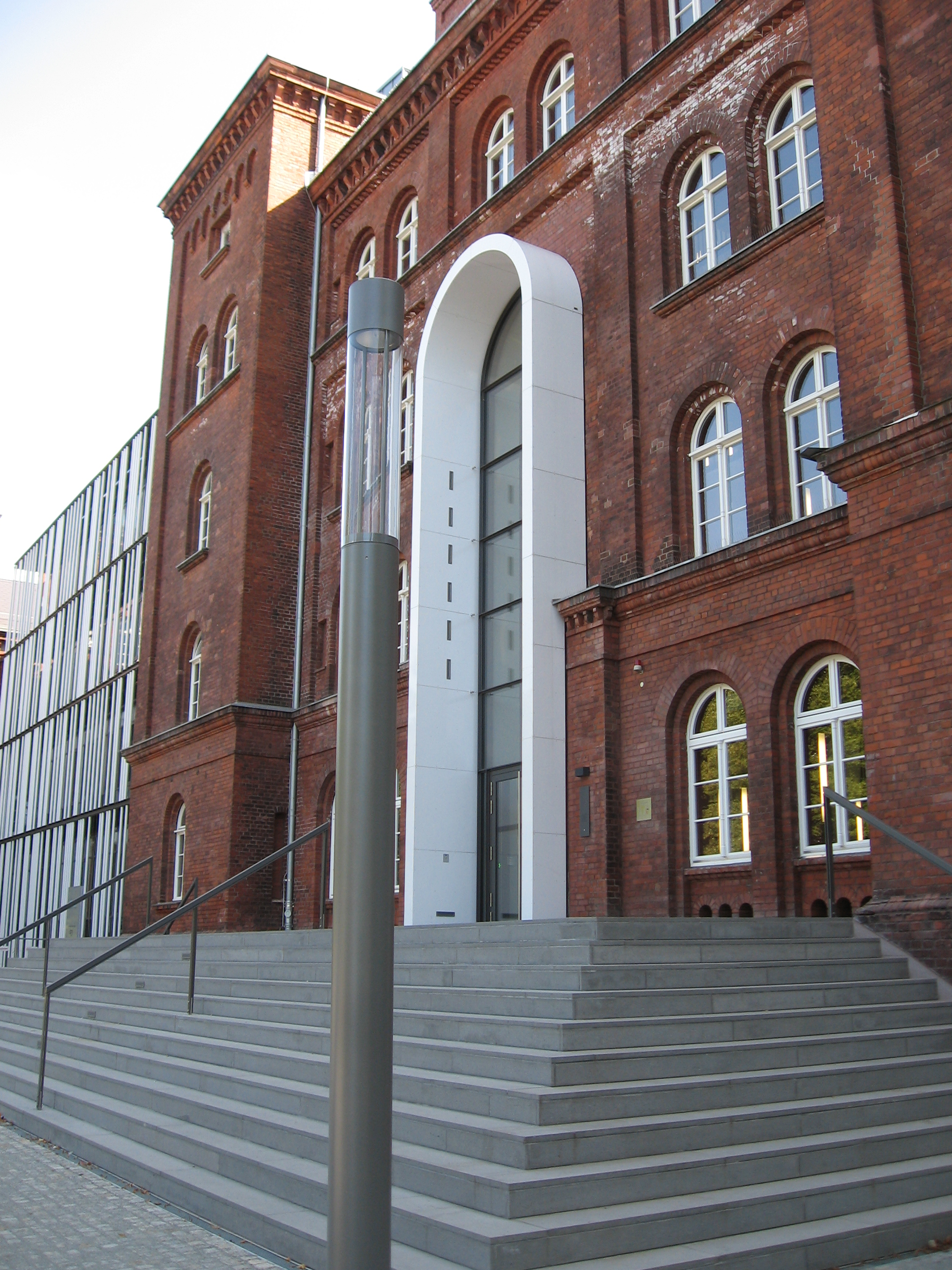
Huvudbyggnaden.

Technische Universität Hamburg, förkortat TUHH, är en teknisk högskola i Harburg, ett distrikt i Hamburg som ligger i norra Tyskland.